# Banco Ruso-Chino

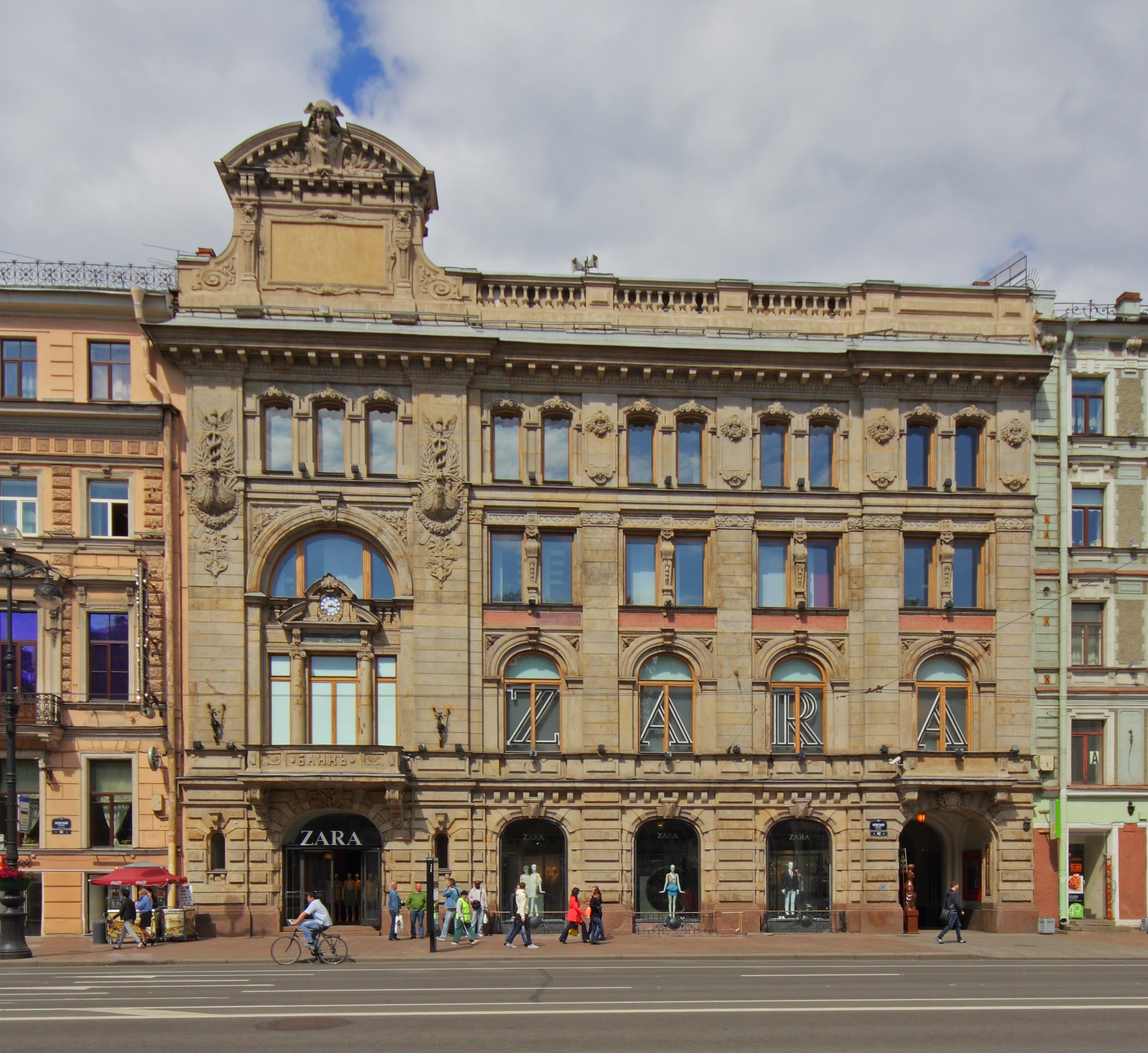
El antiguo edificio del Banco Ruso-Chino en San Petersburgo.

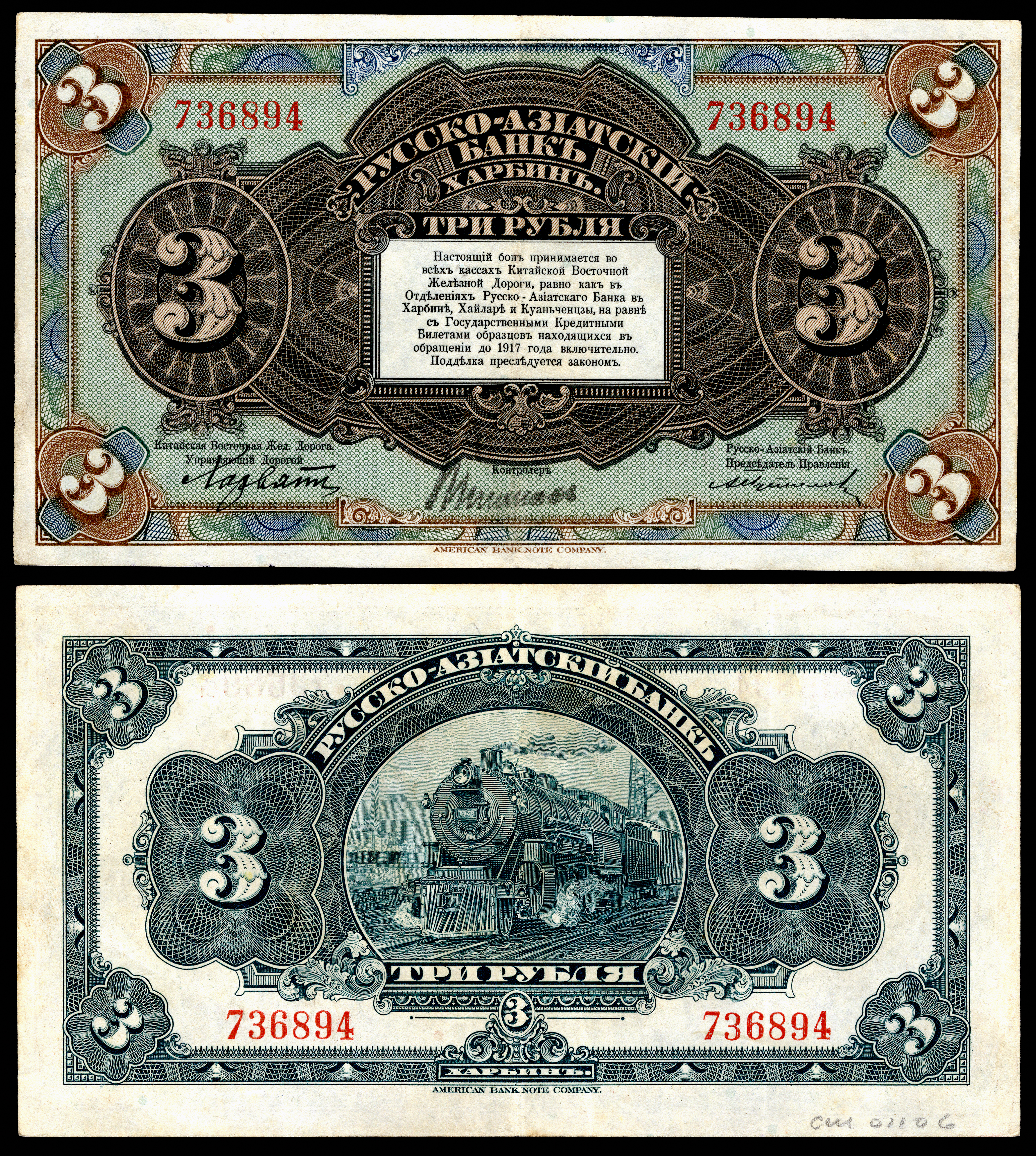
Billete de 3 rublos del Banco Ruso-Asiático (1917).

El Banco Ruso-Chino (en ruso Русско-Азиатский банк; en chino 華俄銀行) fue un banco franco-ruso exterior representando los intereses de Rusia en China durante el periodo de la dinastía Qing y la República de China.

## Historia
A lo largo de su existencia el banco pasó por varias etapas.

### 1895-1910: Banco Ruso-Asiático (Paribas)
El banco fue creado en San Petersburgo con el nombre de Russo-Chinese Bank, por una ucase de 10 de diciembre de 1895 para prestar dinero a China y emitir bonos del gobierno para financiar a la indemnización a Japón bajo el Tratado de Shimonoseki después de la Primera guerra sino-japonesa. La creación del banco se debe al conde Serguéi Witte, el ministro de finanzas ruso, y al diplomático francés Auguste Gérard. El capital del banco se divide entre los rusos (37,5 %) y los intereses franceses dominados por el Banco de París y los Países Bajos (Paribas) (62,5 %). El consejo de administración se basa entonces en París, y el comité ejecutivo en San Petersburgo.
El 28 de agosto de 1896 China se unió al banco como socio para la construcción del ferrocarril transmanchuriano, de Chitá a Vladivostok. El banco fue renombrado como Banco Chino-Ruso de Justicia y Victoria (Sino-Russian Righteousness Victory Bank, chino tradicional: 華俄道勝銀行). En 1898, obtuvo la construcción y operación durante ochenta años del ferrocarril Transmanchuriano. Esta inversión es estratégica para Rusia, que busca desarrollar su influencia en los ferrocarriles de Siberia y Manchuria y adquirir un brazo financiero en la región. El 12 de marzo de 1898, se abre una primera sucursal en Shanghái.
En 1902 se convirtió en el segundo mayor banco de China.

### 1910-1917: Banco Ruso-Chino (Sociedad General)
En enero de 1910, el banco ruso-chino se fusiona con el Banco del Norte, una red de sucursales afiliadas a la Societe Generale, que ha estado presente en Rusia desde septiembre de 1901. La nueva entidad recibe el nombre de Banco Ruso-Asiático (chino tradicional: 俄亞銀行). El director de la Banque du Nord, Maurice Verstraëte, diplomático de formación, Se convierte en el director de la nueva estructura. La nueva dirección redujo el número de ramas del nuevo grupo de 108 y 99, y se aplican los métodos de Societe Generale.
Antes de la Primera Guerra Mundial, es el noveno banco más rico de Rusia, con 100 sucursales en el país y otras 20 en el extranjero. En 1912, se convirtió en el primer banco de Rusia en términos de depósitos, en segundo lugar en términos de equidad, y la tercera para los avances de los títulos.

### 1917-1926: Nacionalización bolchevique y la quiebra
Fue nacionalizado por el régimen bolchevique en 1917. El nuevo régimen hace que la fuga del país durante la mayor parte de la gestión, incluido el director Maurice Verstraete. Los franceses, titulares de 3/4 del capital del banco (acciones valoradas en 150 millones de francos), temen que la nueva potencia soviética también se apropie del ferrocarril del este de China. Las relaciones son tensas, el banco se convierte para el Quai d'Orsay en uno de los ejes principales de su política antibolchevique. Durante la década de 1920, el banco estaba en el centro de los contratiempos diplomáticos franco-rusos, pero su estructura se fue erosionando gradualmente, y el 26 de septiembre de 1926: fue cerrado después de perder 5 millones de libras esterlinas en especulaciones en moneda extranjera en el mercado financiero de París.